# Список ректоров Софийского университета
Ректорами и исполняющими обязанности ректора Софийского университета в хронологическом порядке были следующие люди:
- 1888—1889 годы — Теодоров-Балан, Александр, филолог
- 1889—1890 годы — Агура, Димитр, историк
- 1890—1891 годы — Иванов, Емануил, математик
- 1891—1892 годы — Георгов, Иван, философ
- 1892—1893 годы — Димитр Агура, во второй раз
- 1893—1894 годы — Емануил Иванов, во второй раз
- 1894—1895 годы — Димитр Агура, в третий раз
- 1895—1896 годы — Бычваров, Марин, астроном окончил Московский университет [1]
- 1896—1897 годы — Александр Теодоров-Балан, во второй раз
- 1897—1898 годы — Златарский, Георгий, геолог
- 1898—1899 годы — Иван Георгов, во второй раз
- 1899—1900 годы — Добрев, Никола, химик
- 1900—1901 годы — Милетич, Любомир, филолог
- 1901—1902 годы — Георгий Златарский, во второй раз
- 1902—1903 годы — Александр Теодоров-Балан, в третий раз
- 1903—1904 годы — Боев, Бончо, финансист и статистик окончил духовные академии в Одессе и Москве, а также юридический факультет Московского университета [2]
- 1904—1905 годы — Георгий Златарский, в третий раз
- 1905—1906 годы — Иван Георгов, в третий раз
- 1906—1907 годы — Киров, Стефан, юрист
- 1907—1908 годы — Димитр Агура, в четвертый раз
- 1908—1909 годы — Райков, Пенчо, химик
- 1909—1910 годы — Попвильев, Михаил, юрист
- 1910—1911 годы — Цонев, Беню, филолог
- 1911—1912 годы — Юринич, Степан, зоолог и хорват
- 1912—1913 годы — Стефан Киров, во второй раз
- 1913—1914 годы — Златарский, Васил, историк
- 1914—1915 годы — Бончев, Георги, геолог
- 1915—1916 годы — Иширков, Анастас, географ
- 1916—1917 годы — Иван Георгов, в четвертый раз
- 1917—1918 годы — Шишков, Георгий, зоолог
- 1918—1919 годы — Иван Георгов, в пятый раз
- 1919—1920 годы — Цанков, Александр, юрист
- 1920—1921 годы — Попов, Методий Атанасов, биолог
- 1921—1922 годы — Любомир Милетич, во второй раз
- 1922—1923 годы — Караогланов, Захари, химик
- 1923—1924 годы — Моллов, Васил, медик
- 1924—1925 годы — Васил Златарский, во второй раз
- 1925—1926 годы — Петков, Стефан, ботаник
- 1926—1927 годы — Алексиев, Владимир, медик и фармаколог
- 1927—1928 годы — Кацаров, Гаврил, археолог
- 1928—1929 годы — Георгий Шишков, во второй раз
- 1929—1930 годы — Баламезов, Стефан, юрист
- 1930—1931 годы — Киркович, Стоян, медик
- 1931—1932 годы — Филов, Богдан, археолог
- 1932—1933 годы — Захари Караогланов, во второй раз
- 1933—1934 годы — Диков, Любен, юрист
- 1934—1935 годы — Васил Моллов, во второй раз
- 1935—1936 годы — Арнаудов, Михаил, фольклорист и историк литературы
- 1936—1937 годы — Манев, Георги, физик
- 1937—1938 годы — Генов, Георги, юрист
- 1938—1939 годы — Станишев, Александр, медик
- 1939—1940 годы — Моллов, Янаки, агроэкономист
- 1940—1941 годы — Цанков, Стефан Станчев, богослов
- 1941—1942 годы — Ангелов, Стефан Хаджидобрев, микробиолог
- 1942—1943 годы — Кацаров, Димитр, педагог
- 1943—1944 годы — Чакалов, Любомир, математик
- 1944—1945 годы — Силяновски, Димитр, юрист
- 1945—1947 годы — Ораховец, Димитр Петров, физиолог
- 1947—1951 годы — Наджаков, Георги, физик
- 1951—1956 годы — Георгиев, Владимир (лингвист)
- 1956—1962 годы — Иорданов, Даки, ботаник
- 1962—1968 годы — Косев, Димитр, историк
- 1968—1972 годы — Пантелей Зарев, литературовед
- 1972—1973 годы — Христов, Христо Янков, физик
- 1973—1979 годы — Сендов, Благовест, математик
- 1979—1981 годы — Димитров, Илчо, историк
- 1981—1986 годы — Близнаков, Георги, химик
- 1986—1989 годы — Семов, Минчо, философ
- 1989—1991 годы — Попов, Никола, икономист
- 1991—1993 годы — Генчев, Николай, историк
- 1993—1999 годы — Лалов, Иван, физик
- 1999—2007 годы — Биолчев, Боян, филолог
- 2007—2015 годы — Илчев, Иван, историк
- 2015—202- годы — Герджиков, Анастас, филолог-классик